# 6S33S

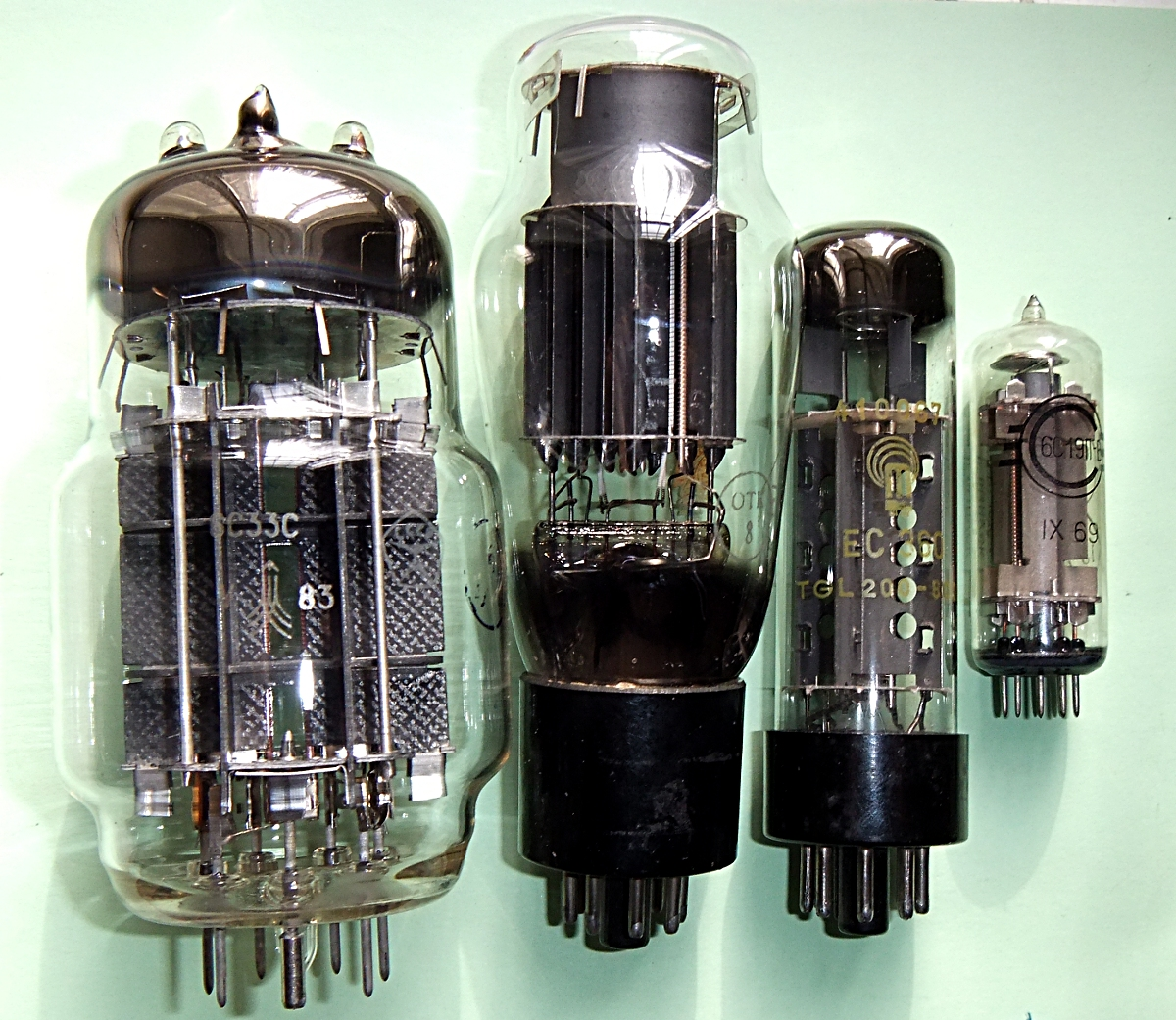
Trioda 6S33S (pierwsza z lewej), pozostałe lampy to: 6N13S, EC360, 6S19P.

6S33S (ros. 6С33С) – lampa elektronowa, trioda pośrednio żarzona produkcji radzieckiej. Skonstruowana w latach 50. XX w. w zakładach "Svetlana" w Leningradzie, pierwotnym jej przeznaczeniem były szeregowe stabilizatory napięcia. Obecnie często  stosowana jako lampa końcowa (mocy) w amatorskich wzmacniaczach audio.

## Dane techniczne
Żarzenie:
- napięcie żarzenia  6,3 V (równolegle) lub 12,6 V (szeregowo)
- prąd żarzenia   6,6 A (równolegle) lub 3,3 A (szeregowo)

| Parametr                        | Wartość |
| ------------------------------- | ------- |
| napięcie anodowe                | 120 V   |
| prąd anodowy                    | 550 mA  |
| nachylenie charakterystyki (Sa) | 40 mA/V |
| współczynnik amplifikacji (Ka)  | 2,8 V/V |

| Parametr                             | Wartość |
| ------------------------------------ | ------- |
| napięcie anodowe                     | 250 V   |
| moc tracona na anodzie               | 45 W    |
| napięcie między katodą a grzejnikiem | 300 V   |